# 法定文書
法定文書（英語：statutory instrument）是一種附屬法例，用於許多國家。

## 英國
法定文書是英國的一種附屬法例，主要由《1946年法定文書法令》（Statutory Instruments Act 1946）管限。

### 北愛爾蘭
在北愛爾蘭，法定文書所對應的概念是法定規則（statutory rule）。

## 愛爾蘭共和國
在愛爾蘭共和國，「法定文書」一詞的涵義比其在英國法例中的涵義廣泛得多。根據《1947年法定文書法令》，法定文書被定義為「在行使法規賦予的權力時制定的命令、規例、規則、計劃或附例」（an order, regulation, rule, scheme or bye-law made in exercise of a power conferred by statute）。
然而，僅部分法定文書是由文書局（Stationery Office）頒布並為其編號。

## 其他國家
與英國類似，澳洲及加拿大的國家級及州級或省級政府也將其附屬法例稱為法定文書。
加拿大將法定文書用於加拿大君主的文告。例如，女皇伊利沙伯二世於1982年4月17日發出的文告使《1982年憲法法令》生效，其中英國部分被稱為《1982年加拿大法令》。

## 外部連結
- 澳洲
  - Rule Making by Commonwealth agencies- June 30, 2009
- 加拿大
  - Consolidated Index of Statutory Instruments- March 31, 2011
- 愛爾蘭共和國
  - Irish Statute Book website — complete HTML text from 1922 to 2007 (searchable)
  - electronic Statutory Instruments (eSI) — complete PDF text from 2007 to 2009, from Attorney General of Ireland website